# HTC Census
HTC Census，原廠型號HTC P6000，是台灣宏達電公司所推出的提供給企業客戶的智慧型手機，搭載微軟 Windows Mobile 5，該手機由企業PDA手機廠商Harris提供給美國人口調查局，用於在美國人口普查時使用降低人口普查的成本（即FDCA計劃），Harris公司在其中負責系統整合，宏達電與其合作提供技術支持。已知客製版本Harris Census。

## 技術規格
- 處理器：Marvell PXA270 416MHz
- 作業系統：Windows Mobile 6.0 Professional
- 記憶體：ROM：256MB，RAM：128MB
- 尺寸：153.9 毫米 X 79 毫米 X 29.2 毫米
- 重量：350g（含電池）
- 螢幕：QVGA 解析度、3.5 吋 TFT-LCD 平面式觸控感應螢幕
- 網路：CDMA2000 1x EV-DO
- 藍牙：2.0 with EDR
- GPS：SiRF Star III GSC3LTif
- Wi-Fi：IEEE 802.11 b/g
- 電池：3000mAh充電式鋰或鋰聚合物電池

## 外部連結
- HTC P6000 概觀